# Otago Golf Club
De Otago Golf Club is de oudste golfclub in Nieuw-Zeeland, die opgericht werd in 1871. De club beschikt met de "Balmacewan Golf Course" over een 18-holes golfbaan, en bevindt zich in Dunedin, Otago.

## Geschiedenis
In 1863 lanceerde de Schotse zakenman Charles Ritchie Howden de golfsport in Nieuw-Zeeland en hij wordt daarom wel de stichter van het "New Zealand Golf" genoemd. Echter, de eerste golfballen rolden pas in 1869. In 1871 had hij genoeg financiële middelen om een golfbaan te bouwen en richtte vervolgens een golfclub op: de Dunedin Golf Club (later hernoemd naar de Otago Golf Club). Howden werd de eerste voorzitter van de club en de clubhuis werd in september 1871 officieel geopend.
In 1893 organiseerde de club de eerste editie van het New Zealand Amateur Championship. In 1908 ontving de club de tweede editie van het New Zealand Open, dat later nog zes keer het toernooi ontving. De laatste editie dateert van 1971. In de loop van de clubgeschiedenis, werd de golfbaan bespeeld door verscheidene golficonen waaronder Gene Sarazen, Arnold Palmer en Gary Player.

## Toernooien
De lengte van de baan is bij de heren 5917 meter met een course rating (CR) van 134 en een slope rating (SR) van 71,6. Voor de dames is de lengte van de baan 5373 meter met een CR van 132 en een SR van 73,8.
- New Zealand Amateur Championship: 1893[3]
- New Zealand Open: 1908, 1913, 1928, 1938, 1948, 1953 & 1971[3][4]